# Jaume Alzamora Riera
Jaume Alzamora Riera (Artà, Llevant, Mallorca, 9 d'agost de 1971) és un polític balear.
Llicenciat en Geografia i Història per la Universitat de les Illes Balears (UIB), fou alcalde de l'Ajuntament d'Artà entre 2011 i 2014, i regidor fins al 2019. Des de l'any 2001 fins al 2011 treballà com a professor d'educació secundària. També fou director d'una agència d'una companyia multinacional asseguradora.
Al sector públic tingut experiència exercint el càrrec de director insular de Promoció Sociocultural del Consell de Mallorca, i també ha ocupat el càrrec de director insular de Participació Ciutadana i Joventut entre els anys 2015 i 2017. El novembre del 2017 fou nomenat director de l'Agència de Turisme de les Balears (ATB), substituint a Pere Muñoz Perugorría, i es mantingué en el càrrec fins al 2019.
L'any 2019 fou nomenat conseller insular de Promoció Econòmica i Desenvolupament Local del Consell Insular de Mallorca, en el govern de coalició entre el Partit Socialista de les Illes Balears i Més per Mallorca, amb Catalina Cladera Crespí del PSIB com a cap de govern.
L'octubre del 2021 Jaume Alzamora presentà la seva candidatura a las primàries de Més per Mallorca per encapçalar la llista electoral d'aquesta formació al Consell de Mallorca a les eleccions insulars del 2023. I el març del 2023 fou presentat oficialment a Palma com a cap de llista de Més per Mallorca per a presidir el Consell després dels comicis de maig de 2023.